# Noordeveldse Molen
De Noordeveldse Molen is een poldermolen uit 1795, gelegen aan de Korn Boezemweg in Dussen, in de Noord-Brabantse gemeente Altena. Eigenaar is Molenstichting Land van Heusden en Altena. De molen werd oorspronkelijk De Nieuwe Molen genoemd, omdat hij in de buurt van de Oude Molen werd gebouwd, die echter werd vervangen door een stoomgemaal.
De molen is een zogenaamde wipmolen en is in gebruik geweest als poldermolen voor de polder Noordeveld. De Noordeveldse Molen is tot 1964 in bedrijf geweest en is in 1969 gerestaureerd. Op 18 maart 1992 is de molen vermoedelijk ten gevolge van brandstichting zeer zwaar beschadigd. Hij is met financiële steun van de plaatselijke bevolking in 1997 hersteld, waarna de Noordeveldse Molen regelmatig op vrijwillige basis in werking wordt gezet, meestal op zaterdag.
Het gevlucht van de molen is oudhollands opgehekt. De oude binnenroe ligt naast de molen en is een potroede met nummer 1859. De nieuwe roeden zijn gelaste roeden uit 1979 van de firma Derckx te Beegden met nummers 860 en 861.
De molen heeft voor het vangen (stilzetten) een scharnierende Vlaamse vang, die wordt bediend via een vangtrommel. Om het bovenwiel zit een ijzeren hoep waarop gevangen wordt.
De oude bovenas ligt vlak bij de molen en is een in 1877 gegoten as van De Prins van Oranje te 's Hage. Deze as is 5,86 m lang en heeft nummer 1118. De nieuwe bovenas uit 1979 is van de firma Hardinxveld-Giessendam en heeft het nummer 72.
De overbrenging van bovenas naar wateras is 1,87 : 1. Het scheprad is 6,06 m. groot en heeft een schoepbreedte van 56 cm.

## Fotogalerij

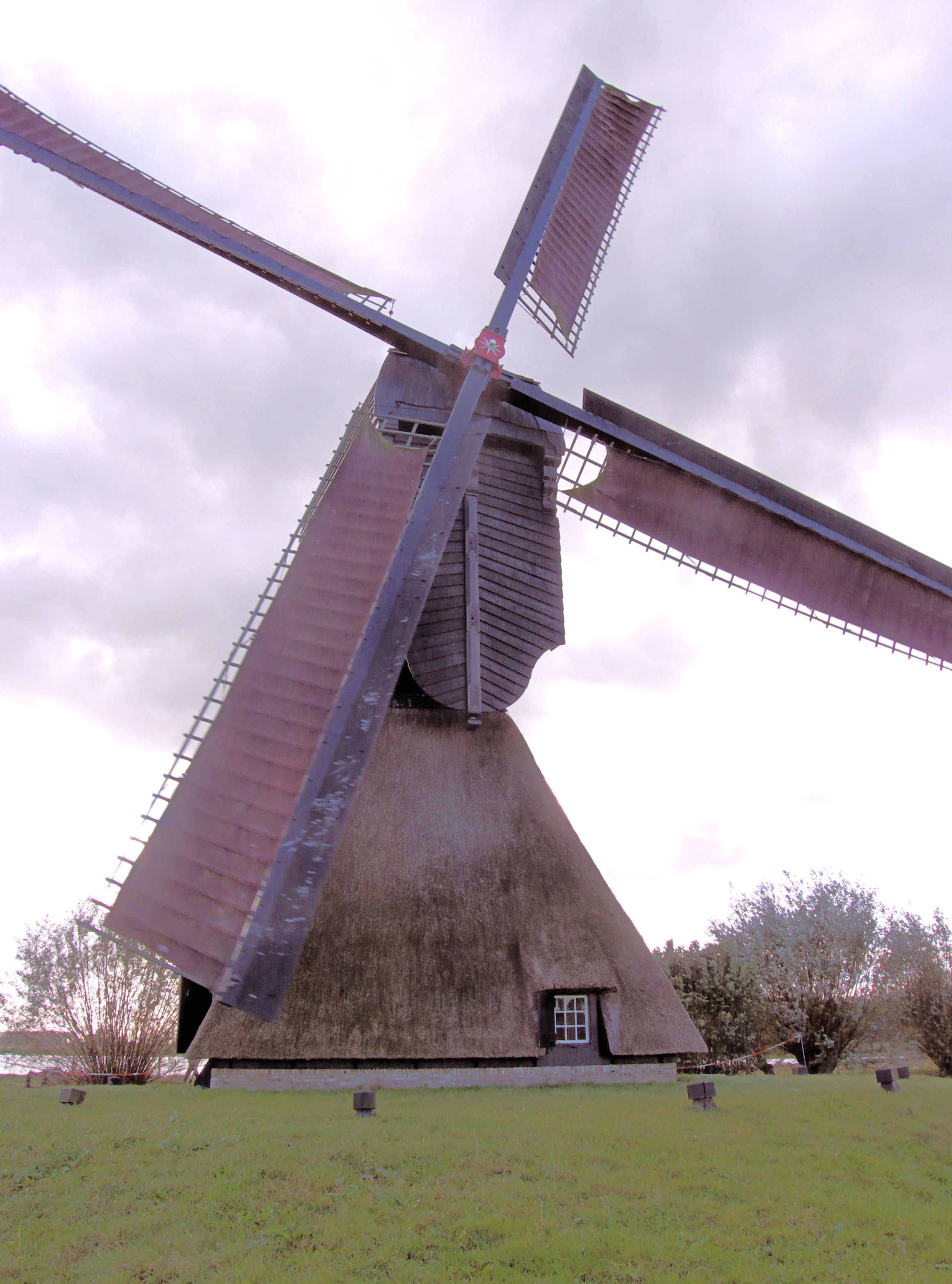
Noordeveldse Molen, 17 oktober 2009
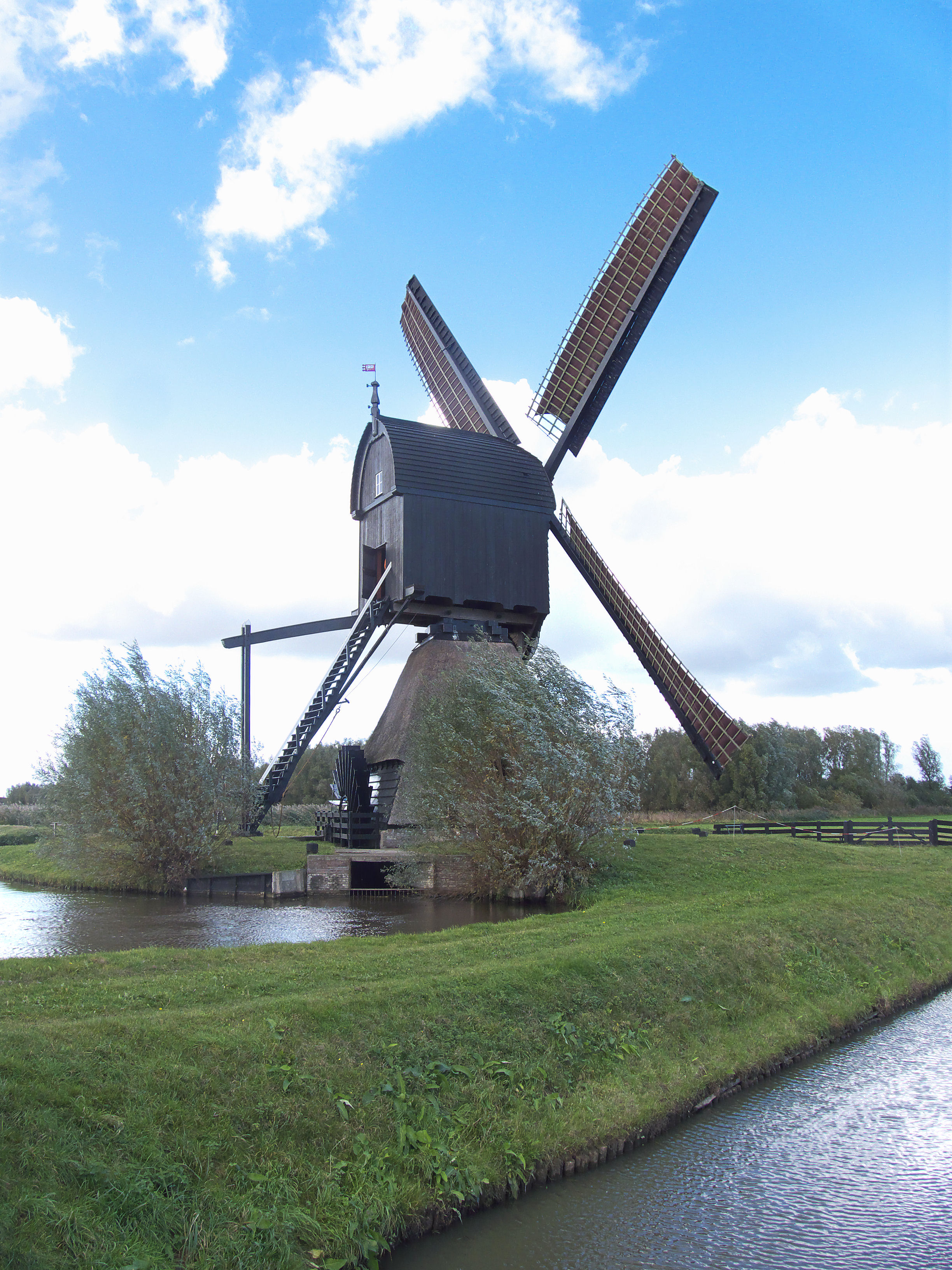
Noordeveldse Molen, 17 oktober 2009
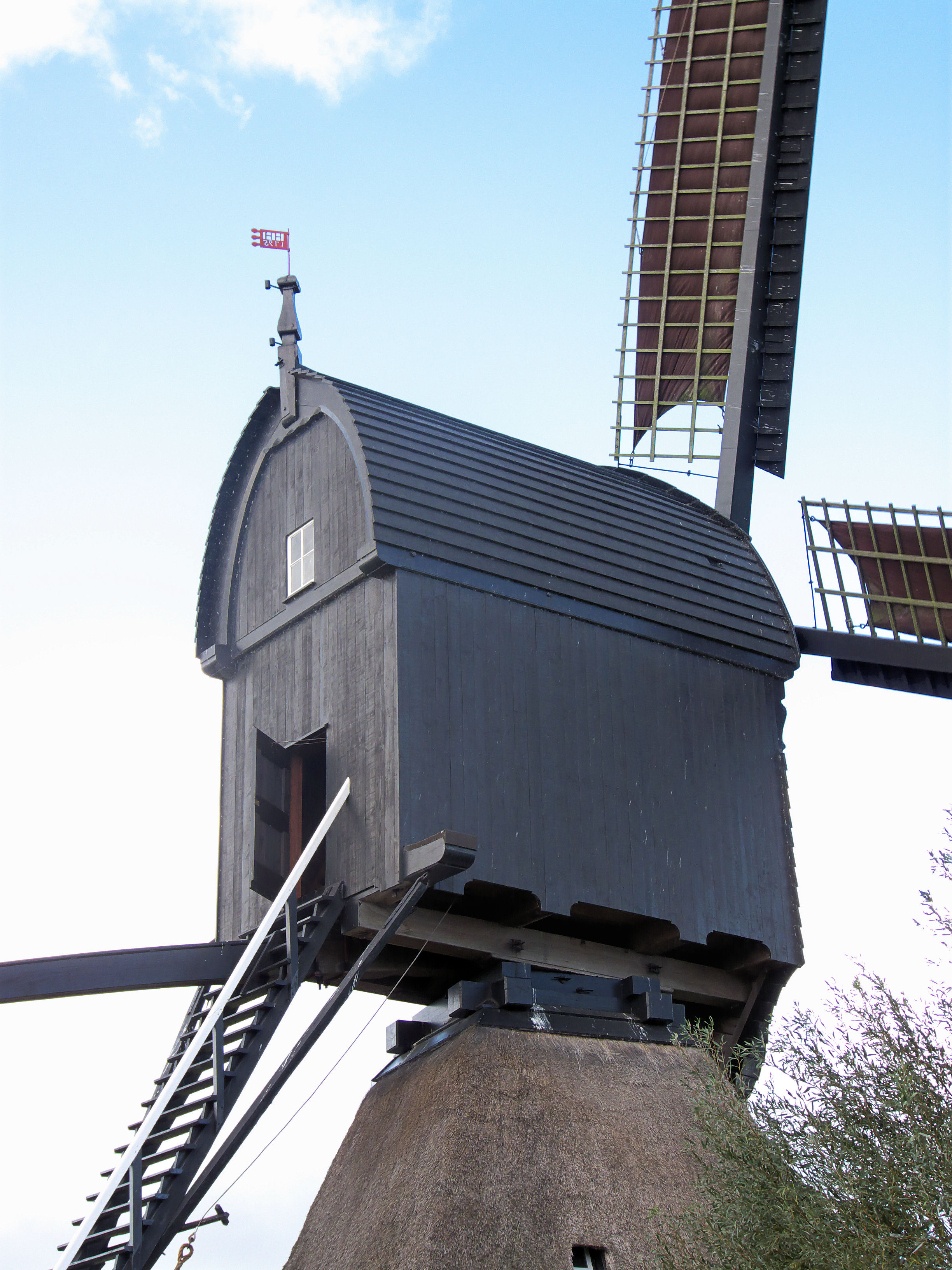
Bovenhuis
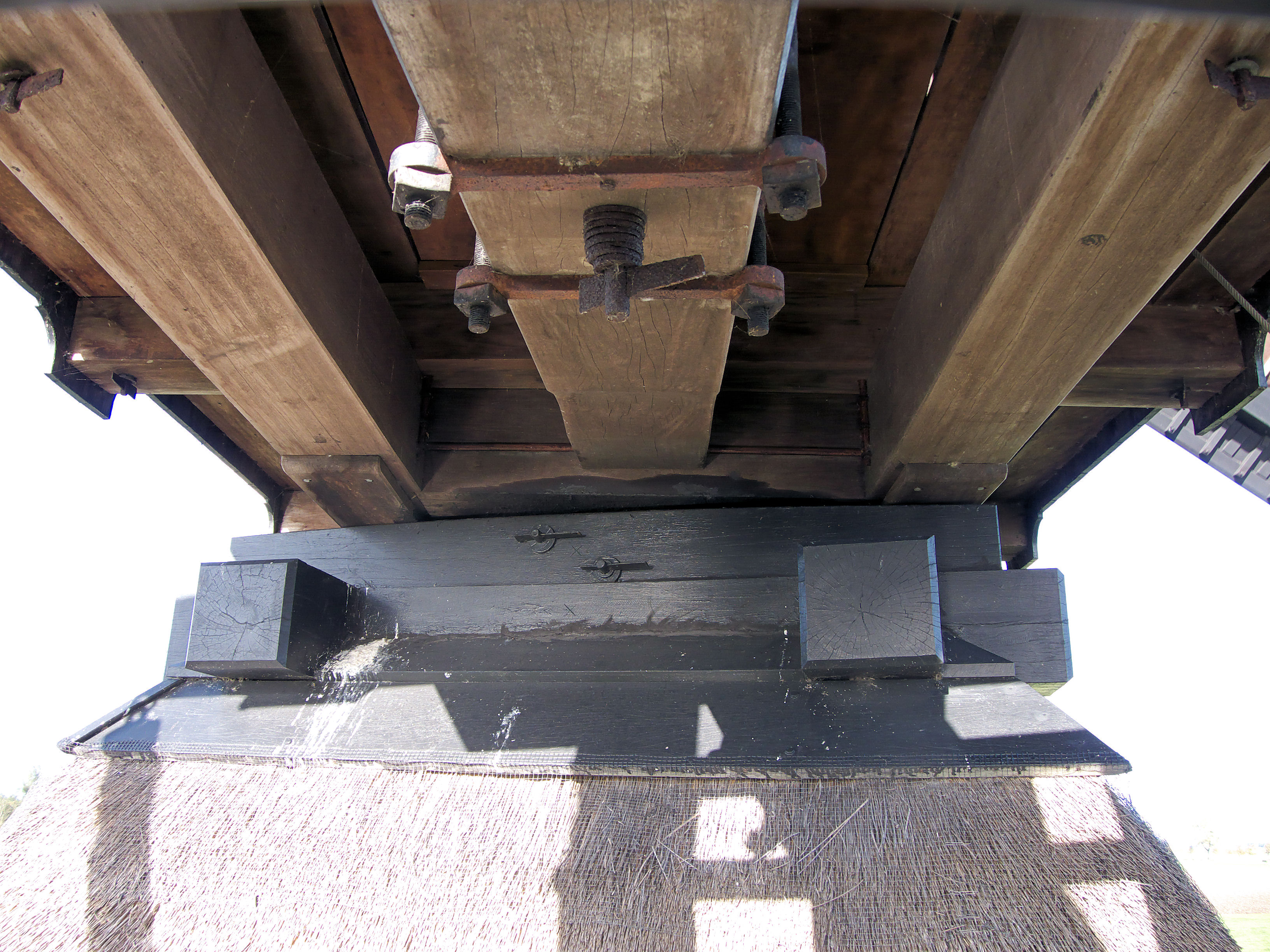
Onderzetel met staartbalk
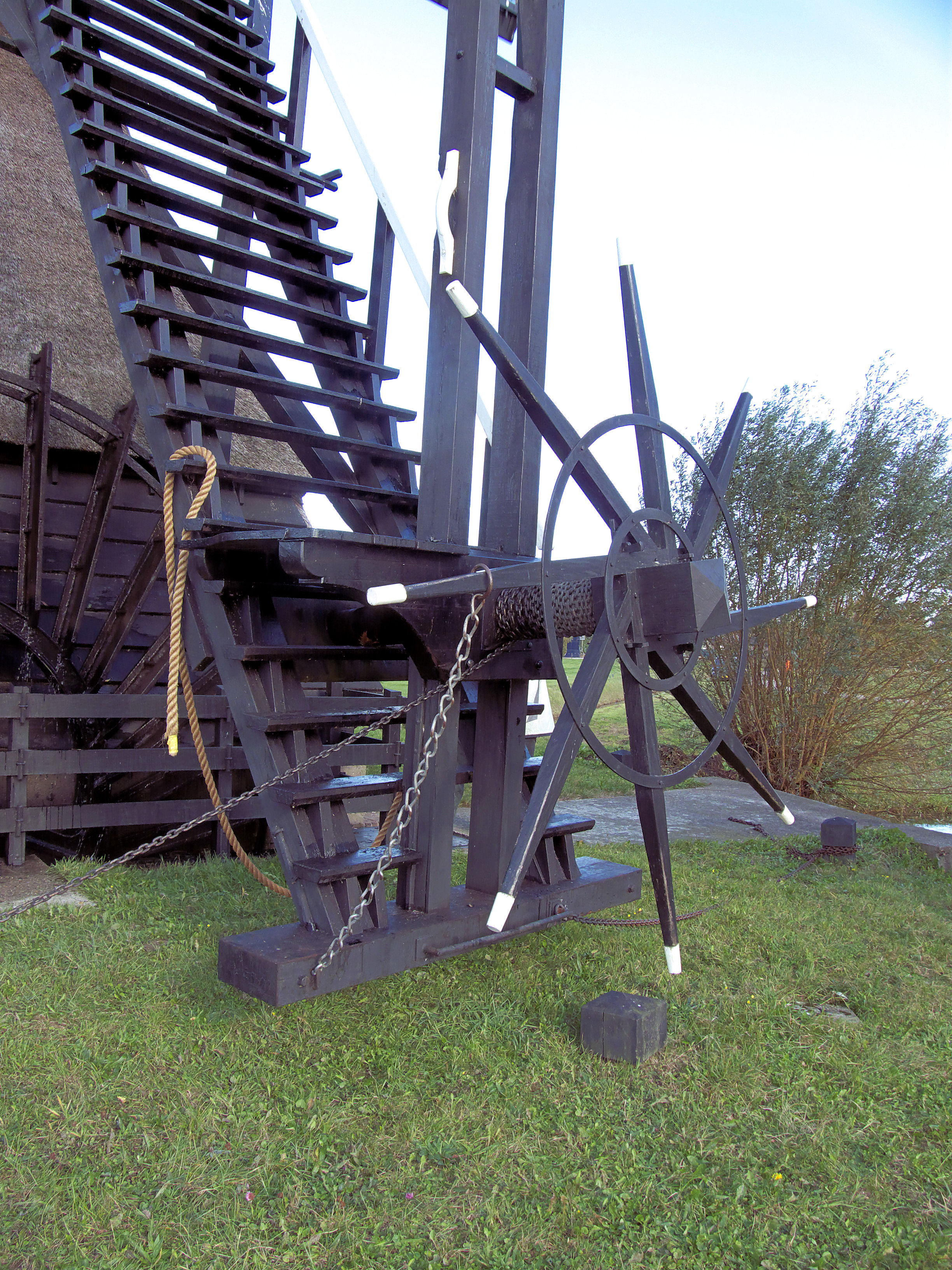
Trap
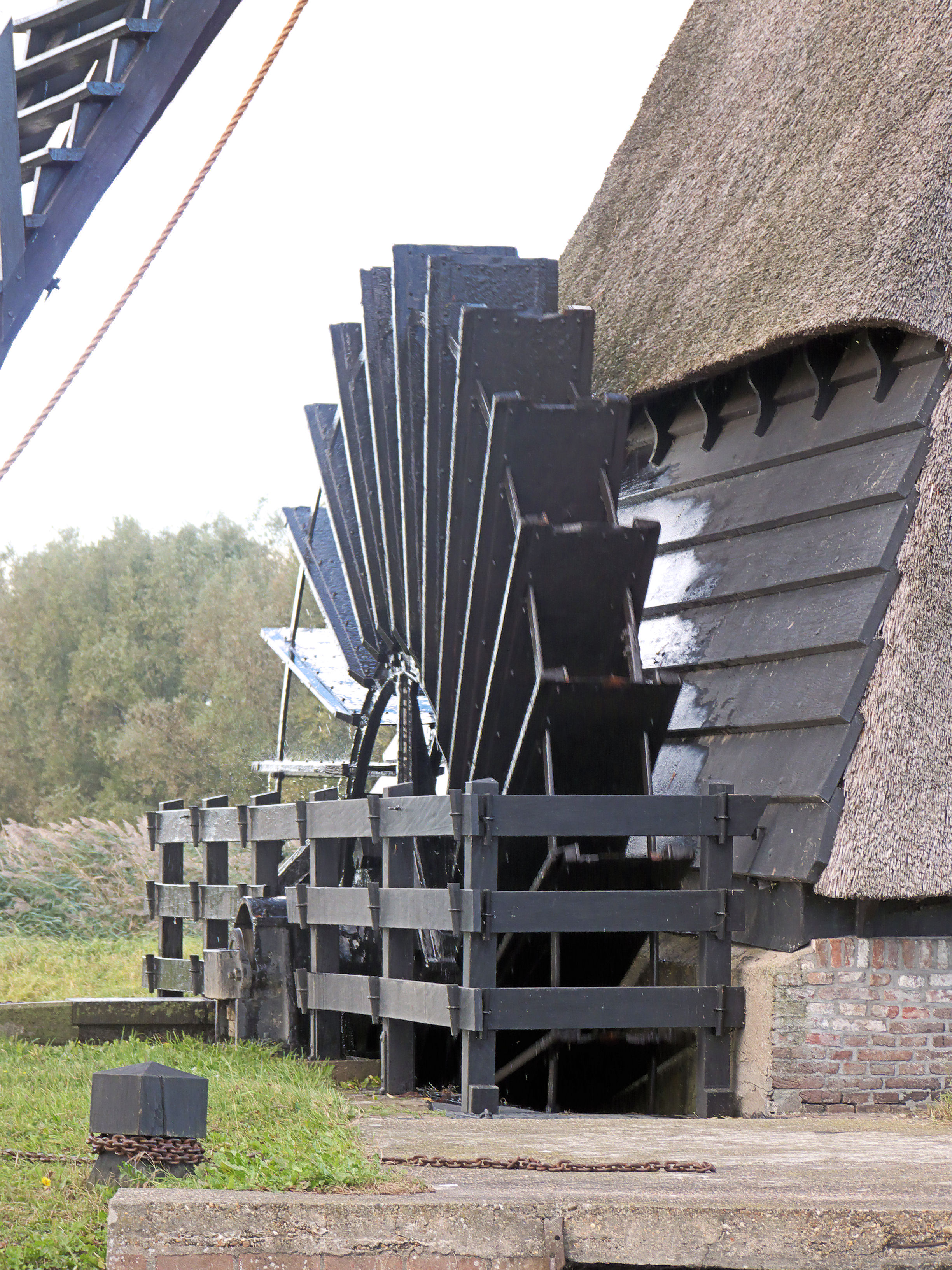
Scheprad
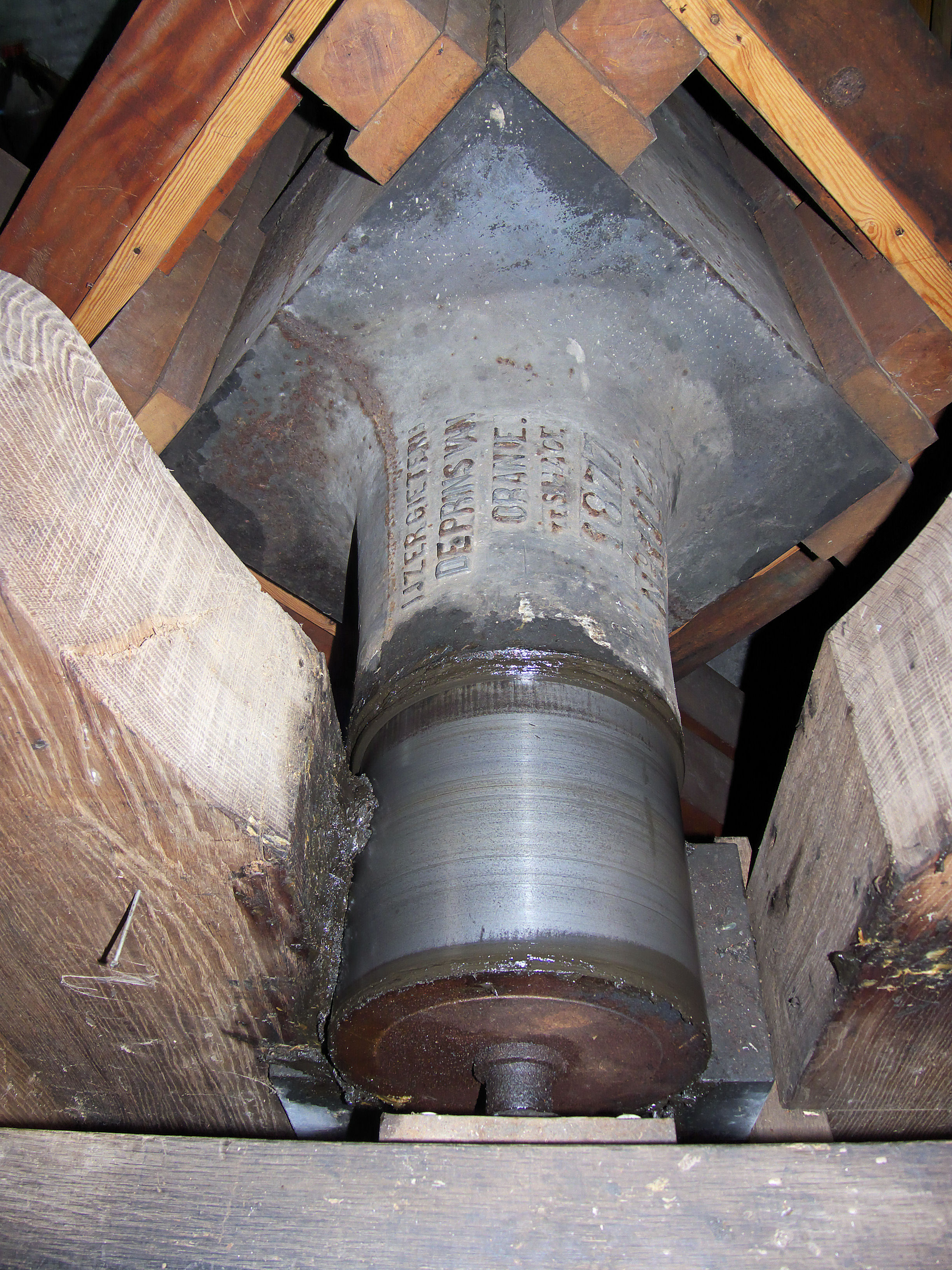
Wateras
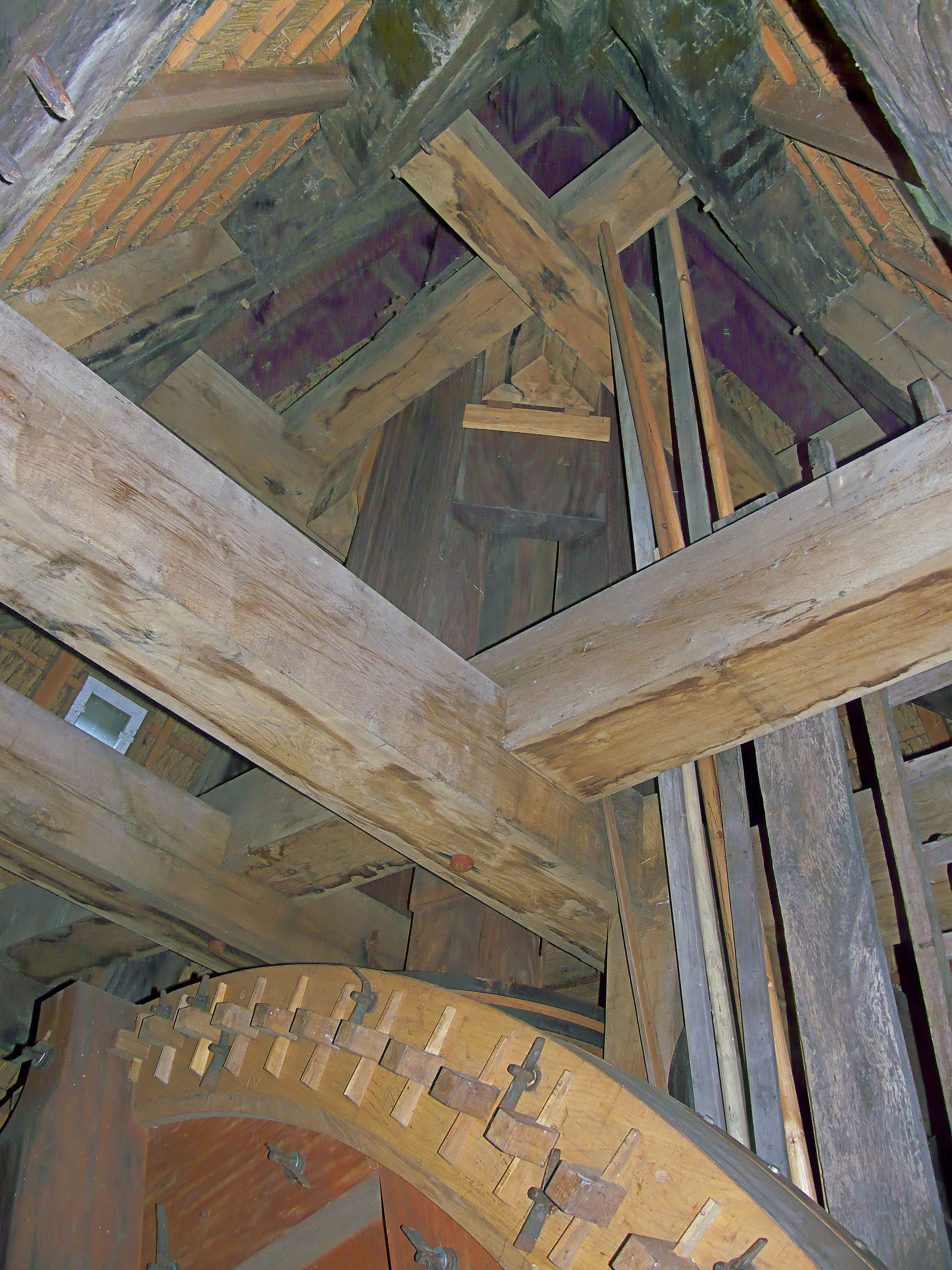
Koker met waterwiel
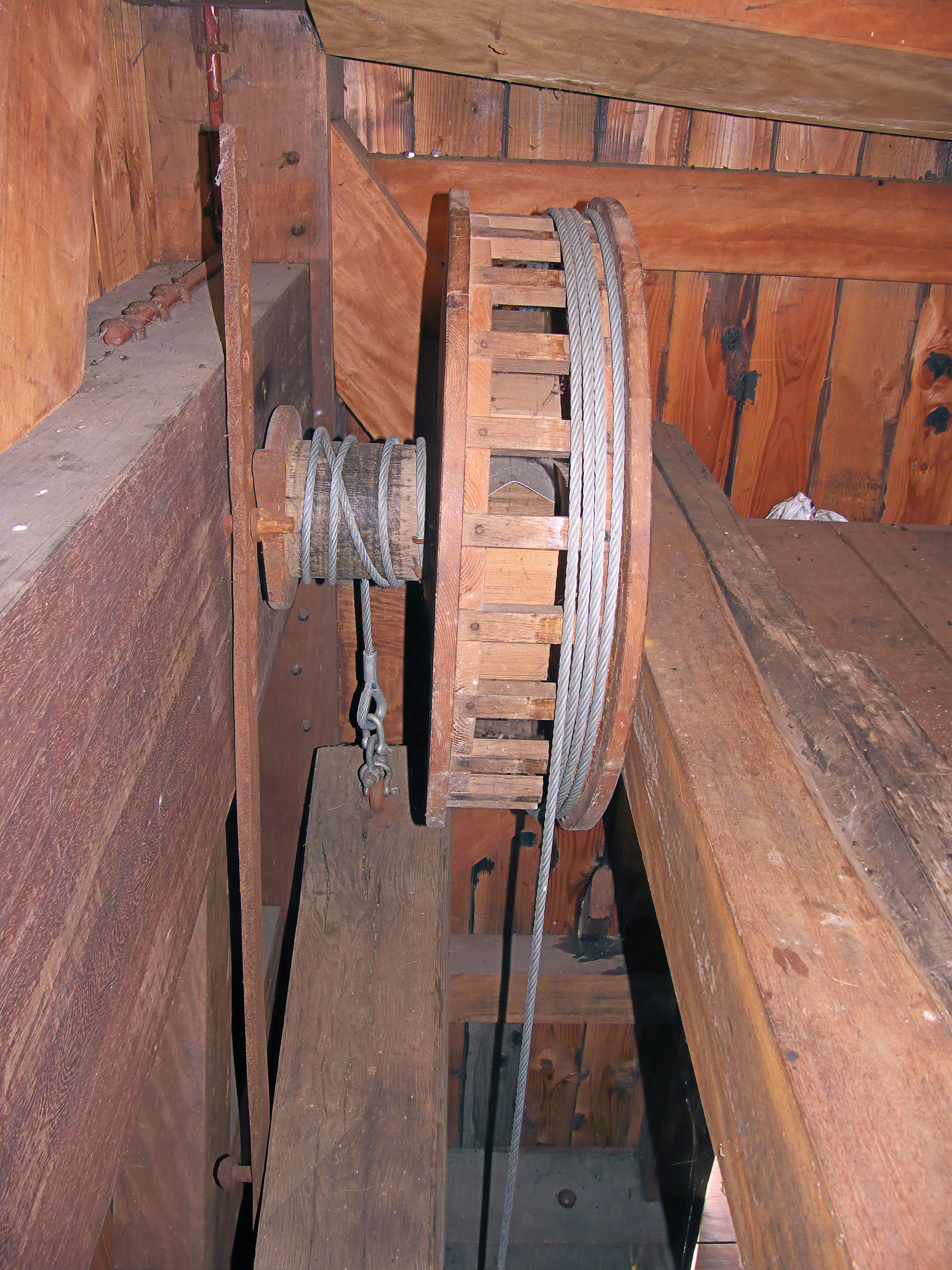
Vangtrommel